# Claude Le Petit
Claude Le Petit (* 1638 in Beuvron-en-Auge; † 1. September 1662 in Paris) war  ein französischer Libertin und satirischer Schriftsteller, der wegen seiner Schriften öffentlich auf dem Scheiterhaufen verbrannt wurde.

## Leben und Werk
Le Petit, der in seiner Jugend einen Mord begangen und sich der Verfolgung durch langjährigen Auslandsaufenthalt entzogen hatte, veröffentlichte nach seiner Rückkehr satirische Schriften, die ihm den Zorn der Mächtigen zuzogen, weswegen er am 26. August 1662 (Widerspruch abgewiesen am 31. August) wegen Blasphemie und Majestätsbeleidigung („Crime de lèse-majesté divine et humaine“; „plusieurs feuilles écrites de sa main contre l’honneur de Dieu et de ses saints“) verurteilt wurde zum Abhacken der rechten Hand, Erwürgen und zur öffentlichen Verbrennung auf dem Scheiterhaufen. Da er keinerlei Protektion genoss, wurde das Urteil am 1. September vollstreckt. Sein Freund Pierre Du Pelletier publizierte 1666 als eine Art Ehrenrettung Le Petits Augustinusübersetzung in Versen, die im Moment seiner Hinrichtung im Druck war.

## Werke
- (Übersetzer) Les Plus belles pensées de St Augustin, prince et docteur de l’Église, mises en vers françois, Paris, Loyson, 1668 (approbiert am 9. Oktober 1661, mit Vorwort von Du Pelletier vom 27. Februar 1666, gerichtet an Monsieur l’abbé de La S****).

Moderne Ausgaben der satirischen Werke:
- La Chronique scandaleuse. Un Paris ridicule, hrsg. von René-Louis Doyon (1885–1966), Paris, La Connaissance, 1927.
- L’heure du berger. Roman, hrsg. von Pierre-Gustave Brunet (1805–1896), Bassac, Plein chant, 1993.
- Sonnets luxurieux & La chronique scandaleuse, Villeurbanne, URDLA, 2002 (Nachwort von Patrice Béghain).
- Oeuvres libertines, hrsg. von Thomas Pogu, Paris, Éd. Cartouche, 2012.
  - Les oeuvres libertines de Claude Le Petit, parisien brûlé le 1er septembre 1662, hrsg. von Frédéric Lachèvre (1855–1943), Paris 1909–1928; Genf, Slatkine, 1968.